# 快子凝聚
在弦論中，快子凝聚（英語：Tachyon Condensation）是為了嘗試建構出非微擾弦理論的產物，並探究弦論的動力學概念，主要由Ashoke Sen提出。

## 概述
快子凝聚研究源於開弦理論，而開弦理論是用來解釋 D-膜及其的低能理論是一個規範場論。一般來說，穩定D膜並不包含快子，不穩定D-膜則包含之，而快子凝聚便是要描述D-膜衰變的過程。
根據Sen的猜想，D-膜的真真空等同於閉弦真空，意味著類似於夸克禁閉的禁閉現象隨著D-膜一起消失；此外重力可以看作是規範場論的束縛態，這也象徵開弦禁閉和量子色動力學的夸克禁閉是可以相互啟發的。第二，基於能量守恆，他認為D-膜質量與真假真空的能量差值相等，而該猜想在耦合常數小的情況下得以成立，並且與弦場論的結果相呼應。最後，他認為D-膜衰變的最終態除了是閉弦真空外，亦有可能是較低維的D-膜，並且對應到各孤立子解。

## 進展
在弦理論的另一概念中，S-膜可以用來描述D-膜從產生到湮滅的過程，且過程是具有時變性的，其後半段恰等同於快子凝聚的過程。Sen將快子凝聚的概念融入邊界弦場論中，發現快子凝聚的最終態並非閉弦真空，而是一種無壓力存在的快子物質。但上述過程考慮的交互作用量為零，因此若包含耦合常數，則D-膜最終將衰變為閉弦輻射，正好符合最初猜想。